# Brána svatého Ondřeje
Brána svatého Ondřeje je zaniklá brána pražského opevnění, která stála v Praze 1-Starém Městě na konci ulice Betlémská. Jméno nesla po nedalekém kostele svatého Ondřeje. Jižním směrem bývala v opevnění brána svatého Štěpána a na severu brána svatého Jana na zábradlí.

## Historie
Brána stála v městském opevnění na konci Betlémské ulice. V 15. století byly za branou lázně (čp. 331-1), zničené roku 1432 povodní a ještě v témže století obnovené. Poblíž brány měl apatykář Augustin zřízené 4 mlýny, které mu také roku 1432 vzala povodeň. Jejich jez šel ke Střeleckému ostrovu a k dalším Augustinovým mlýnům na Malé Straně.
V 16. století se Betlémská ulice v místech brány nazývala „Dolní Solní“ po solním skladu - solnici. Bývala nazývaná i „Převozní uličkou“, protože za bránou býval přívoz.